# 1853 McElroy
1853 McElroy је астероид главног астероидног појаса са пречником од приближно 21,14 km.
Афел астероида је на удаљености од 3,231 астрономских јединица (АЈ) од Сунца, а перихел на 2,904 АЈ.
Ексцентрицитет орбите износи 0,053, инклинација (нагиб) орбите у односу на раван еклиптике 15,769 степени, а орбитални период износи 1962,827 дана (5,373 година).
Апсолутна магнитуда астероида је 10,50 а геометријски албедо 0,249.
Астероид је откривен . 1950. године.